# 투브주

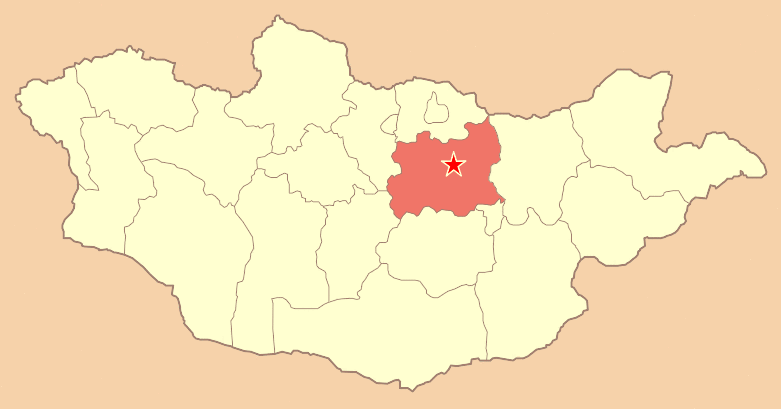
투브 주의 위치

투브주(몽골어: Төв)는 몽골 동부에 위치한 주로 주도는 존모드이며 면적은 82,287.15km2, 인구는 54,363명 (2011년 기준)이다. 주 이름은 몽골어로 "중앙"을 뜻한다. 몽골의 수도인 울란바토르를 완전히 둘러싸고 있다. 북으로 셀렝게 주 동으로 헹티 주 남으로 고비숨베르 주, 돈드고비 주 서로 으브르항가이 주, 볼강 주와 접한다.

## 같이 보기
- 울란바토르
- 한국광해관리공단